# Chelonus tenuicornis
Chelonus tenuicornis är en stekelart som beskrevs av Mccomb 1968. Chelonus tenuicornis ingår i släktet Chelonus och familjen bracksteklar. Inga underarter finns listade i Catalogue of Life.